# Skigebiet Czorsztyn-Ski

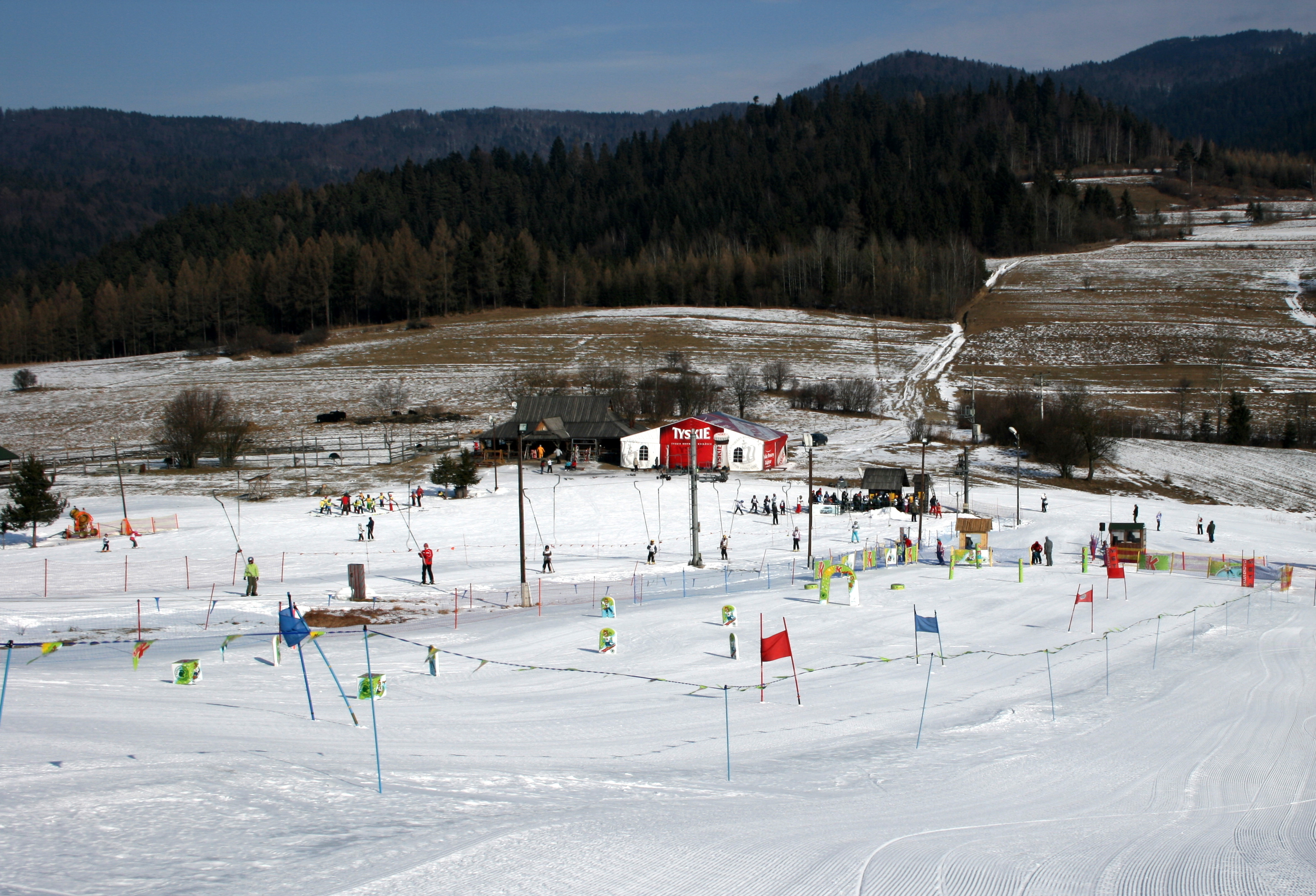
Karte

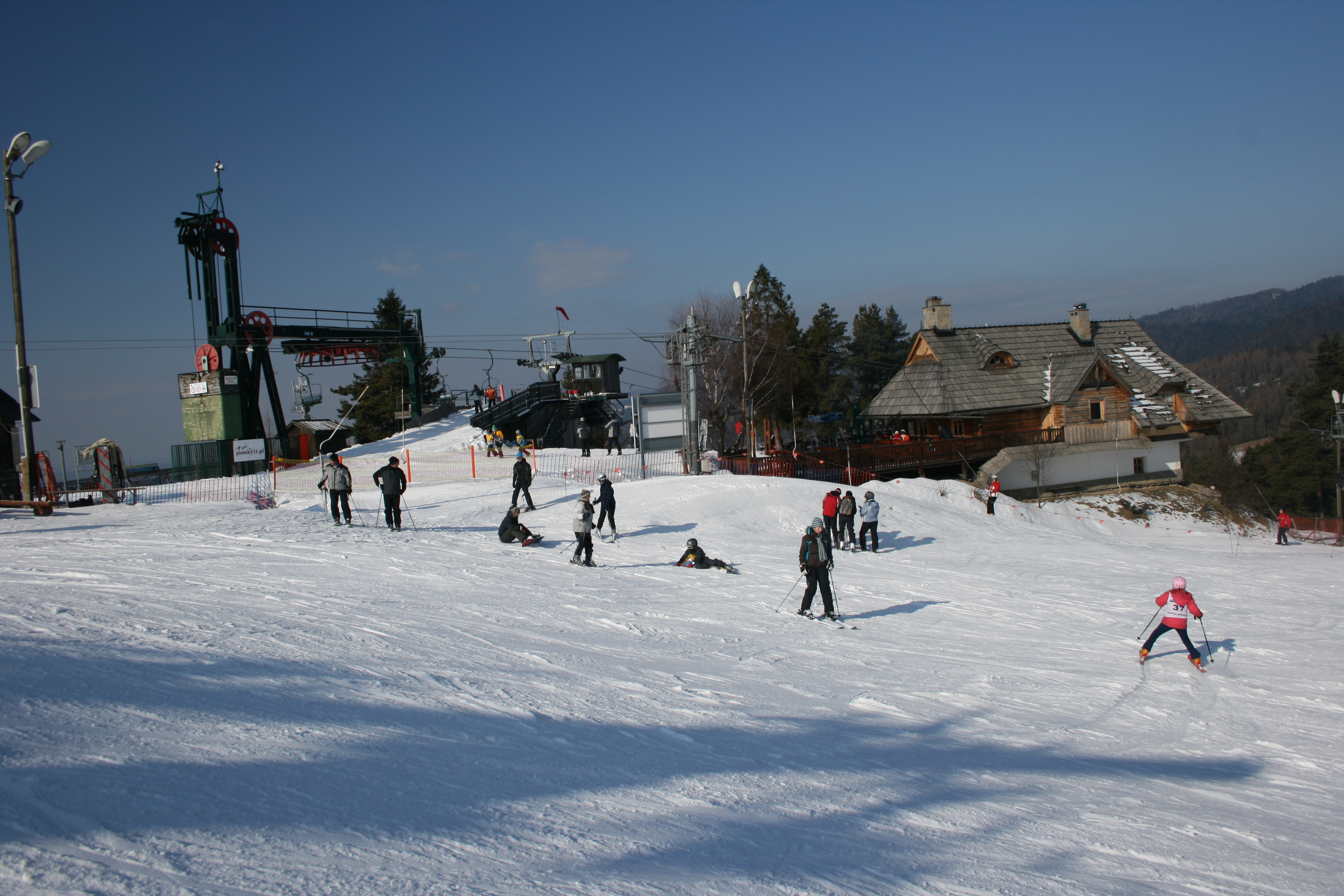
Piste

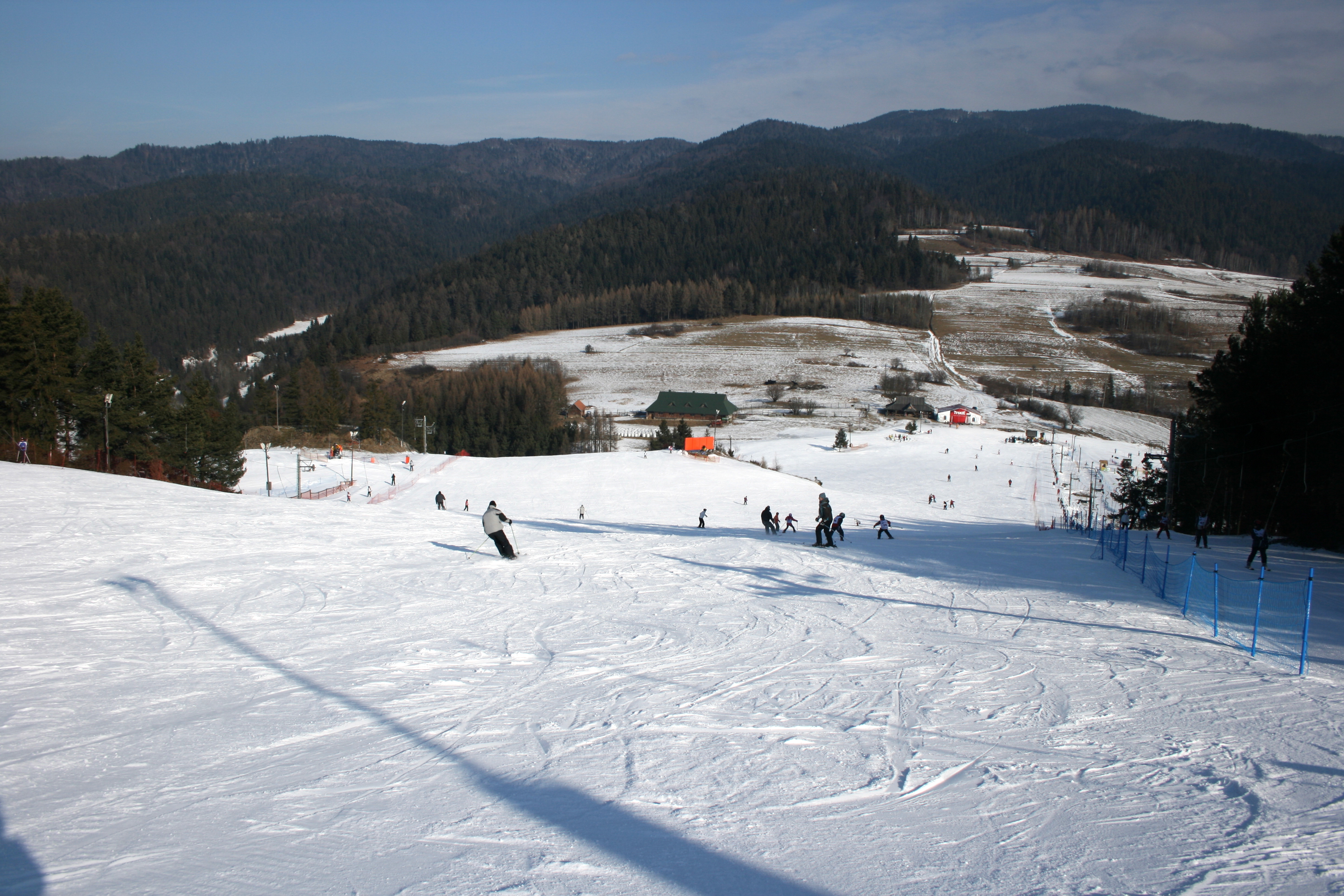
Piste

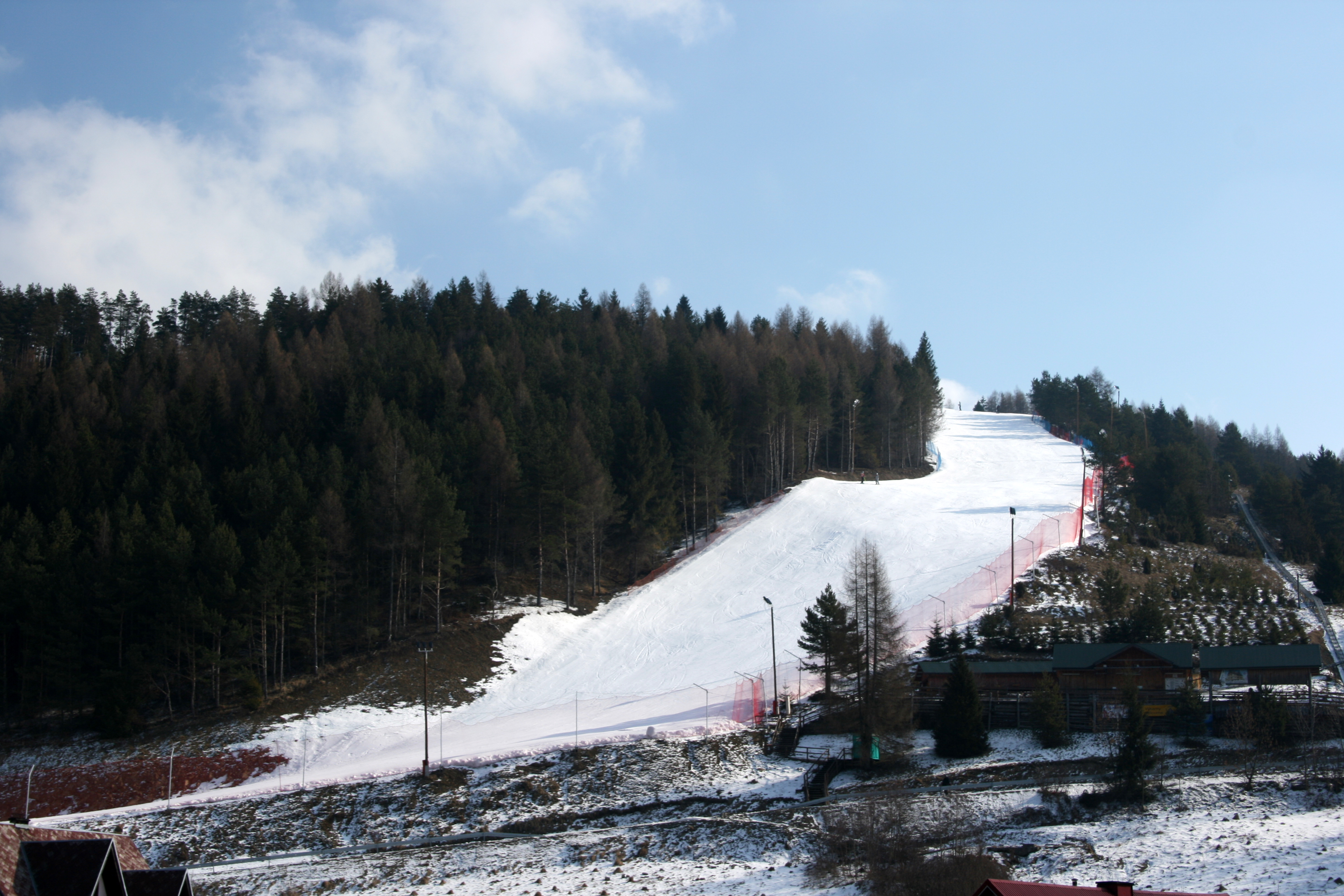
Piste

Das Skigebiet Czorsztyn-Ski liegt auf den Nordhängen der Wdżar in dem polnischen Gebirgszug Czorsztyner Pieninen und Gorce auf dem Gemeindegebiet von Czorsztyn im Powiat Nowotarski in der Woiwodschaft Kleinpolen. Es befindet sich außerhalb des Pieninen-Nationalparks und des Gorce-Nationalparks in der Nähe der Woiwodschaftsstraße DW 969. Das Skigebiet wird von dem Unternehmen Czorstyn-Ski Sp. z o.o betrieben. Das Skigebiet ist Mitglied in dem Verband TatrySki, der einen gemeinsamen Skipass herausgibt.

## Lage
Das Skigebiet befindet sich auf einer Höhe von 611 m ü.N.N. bis 758 m ü.N.N. Der Höhenunterschied der Pisten beträgt ca. 150 m. Es gibt drei rote (schwierige), zwei blaue und zwei grüne Pisten. Die Gesamtlänge der Pisten umfasst ca. 4,5 km. Die längste Piste ist ca. 1,5 km lang.

## Geschichte
Das Skigebiet wurde in den 1980er Jahren angelegt. Die Skilift wurde 1999 errichtet und 2001 in Betrieb genommen. Das Skigebiet gehört seit 2011 zu dem Zusammenschluss des Skipasses Tatry Ski.

## Beschreibung

### Skilifte
Im Skigebiet gibt es zwei Sessellifte und vier Tellerlifte. Insgesamt können bis zu 4300 Personen pro Stunde befördert werden.

#### Skilift Czorsztyn-Ski
Der Skilift führt von Kluszkowce bis auf den Gipfel des Berges Wdżar. Seine Länge beträgt ca. 550 m.
| Name | Art        | Hersteller      | Breite Personen | Länge (m) | Zeit (min) | Höhenunterschied (m) | Personen pro Stunde | Obere Station    | Obere Station | Untere Station | Untere Station | Vmax (m/s) |
| Name | Art        | Hersteller      | Breite Personen | Länge (m) | Zeit (min) | Höhenunterschied (m) | Personen pro Stunde | Ort              | Höhe (m üNN)  | Ort            | Höhe (m üNN)   | Vmax (m/s) |
| ---- | ---------- | --------------- | --------------- | --------- | ---------- | -------------------- | ------------------- | ---------------- | ------------- | -------------- | -------------- | ---------- |
| A    | Sessellift | Tatralift       | 4               | 550       |            |                      | 2400                | Unter dem Gipfel | 758           | Untere Station | 611            |            |
| B    | Sessellift | Girak Garaventa | 2               | 550       |            |                      | 1200                |                  |               |                |                |            |
| C    | Tellerlift | Tatrapoma a.s.  | 1               | 460       |            |                      | 700                 |                  |               |                |                |            |
| D    | Tellerlift |                 | 1               | 90        |            |                      | 760                 |                  |               |                |                |            |
| E    | Tellerlift |                 | 1               |           |            |                      |                     |                  |               |                |                |            |
| F    | Tellerlift |                 | 1               | 200       |            |                      |                     |                  |               |                |                |            |

### Skipisten
Von der Wdżar führen acht Skipisten ins Tal.
| Name    | Schwierigkeit | Start         | Start        | Ziel             | Ziel         | Länge (m) | Höhenunterschied (m) | Neigung (%) | Licht | Kunstschnee | FIS         | FIS             | Anmerkungen               |
| Name    | Schwierigkeit | Name          | Höhe (m üNN) | Name             | Höhe (m üNN) | Länge (m) | Höhenunterschied (m) | Neigung (%) | Licht | Kunstschnee | Nummer      | bis             | Anmerkungen               |
| ------- | ------------- | ------------- | ------------ | ---------------- | ------------ | --------- | -------------------- | ----------- | ----- | ----------- | ----------- | --------------- | ------------------------- |
| 1       | Blau-Rot      | Obere Station | 758          | Untere Station   | 611          | 1500      | 150                  | 10          | ja    | ja          |             |                 |                           |
| 2       | Blau          | Obere Station | 758          | Mittlere Station | 611          | 460       | 70                   | 15          | ja    | ja          |             |                 |                           |
| 3 (FIS) | Rot           | Obere Station | 758          | Mittlere Station | 611          | 900       | 147                  | 15          | ja    | ja          | 11163/12/13 | 1. Februar 2023 | Slalom beiden Geschlechts |
| 4       | Grün          | Obere Station | 758          | Untere Station   | 611          | 100       | 15                   | 15          | ja    | ja          |             |                 |                           |
| 5       | Grün          | Obere Station | 758          | Untere Station   | 611          | 100       | 15                   | 15          | ja    | ja          |             |                 |                           |
| 6       | Rot           | Obere Station | 758          | Untere Station   | 611          | 900       | 147                  | 15          | ja    | ja          |             |                 |                           |
| 7       | Blau          | Obere Station | 758          | Untere Station   | 611          | 500       | 70                   | 14          | ja    | ja          |             |                 |                           |
| 8       | Blau          | Obere Station | 758          | Untere Station   | 611          | 200       | 70                   |             | ja    | ja          |             |                 |                           |

## Infrastruktur
Das Skigebiet liegt unmittelbar im Zentrum von Szczawnica und ist mit dem Pkw erreichbar. An der unteren Station gibt es Parkplätze und mehrere Restaurants an der unteren und oberen Station. Im Skigebiet ist eine Skischule und ein Snowpark tätig. Zudem gibt es einen Skiverleih und eine Skiwerkstatt. Im Sommer ist die Sommerrodelbahn "Alpine Coaster" tätig.